# Aba (clan ungherese)
Aba è il nome di una nobile parentela (gens) del Regno d'Ungheria. 

## Origini
I loro antenati potrebbero essere stati tra i leader tribali dei Kabars (tre tribù nomadi che si unirono alla federazione tribale dei Magiari nel IX secolo). Nelle Gesta Hungarorum menziona che Ede ed Edeman, gli antenati della gens Aba, ricevettero il possesso di terre intorno ai Monti Mátra, in particolare nella contea di Gyöngyöspata-Heves, dopo la conquista del bacino dei Carpazi da parte dei Magiari (intorno all'895). Le Gesta Hunnorum et Hungarorum connettono gli Aba ad Attila:
(Gesta Hunnorum et Hungarorum)

## Membri del clan
Samuele Aba divenne terzo re d'Ungheria (1041-1044). Il clan potrebbe aver preso il proprio nome da lui.
Discendenti degno di nota è Amade Aba; possedeva diversi castelli e possedimenti nelle parti settentrionali e nord-orientali del regno nel primo decennio del XIV secolo. Nicholas I, Voivoda (duca) di Transilvania (fondatore del ramo Báthory di Gágy) ."

## Frammentazione
La gens si è divisa in più famiglie nel corso dei secoli. Oggi sono diciannove le famiglie nobili che discendono direttamente dalla Casa Reale di Aba, e appartengono al Clan Aba - “Genus Aba”. Sono: Athinai, Báthory of the Clan Aba, Báthory de Gagy , Bertóthy, Budaméry, Csirke, Csobánka, Frichi, Gagyi, Hedry, Keczer, Kompolthi, Laczkffy de Nádasd, Lapispataky, Rhédey, Sirokay, Somosy, Vendéghy, Segnyei e Vitezy.
Vari membri del ramo Rhédey von Kis-Rhéde del clan Aba ricoprirono molti uffici reali e acquisirono molti titoli ereditari, come quelli di Voivod (Duchi) e Principi di Transilvania, Conti di Rhédey von Kis-Rhéde, e, Conti Papali Palatini del Palazzo Lateranense e Contesse von Hohenstein